# Ла-Кондамин (коммуна)
Ла-Кондами́н (фр. La Condamine) — одна из трёх бывших коммун Княжества Монако. Площадь — 608,159 м². Население — 12 187 чел. (по данным на 2000 г.).

Районы Княжества Монако. Районы Ла-Кондамин: (4) Ла-Кондамин, (9) Монегетти, (7) Ла-Колль и (8) Ле-Ревуар.

## Топонимия
Происхождение названия от поздне-латинского condominium, обозначавшего в средние века землю рядом с замком, предназначенную для феодала и освобожденную от налогов, а иногда и землю, подвластную двум сеньорам одновременно.

## История
Конституция Монако 1911 года создала три коммуны: Ла-Кондамин был тогда одной из трех коммун Княжества. Именно там в 1914 году умер Фернан Форест. В 1918 году была восстановлена единая коммуна.

### Легенды
Девота был замучена на Корсике в 3 веке. По преданию, лодка, которая должна была перевезти её тело на африканскую землю, попала в шторм, затем голубь вывел ее на европейский берег и приземлился в Монако. В средние века мощи святой были похищены и увезены на лодке. Но когда преступников поймали, их лодку сожгли. Таково происхождение церемонии, которая отмечается 26 января каждого года и во время которой на площади перед вотивной церковью сжигают лодку. На следующий день происходит грандиозное шествие.

## География
Район занимает небольшую долину, которую пересекал железнодорожный виадук (сегодня железная дорога проходит через туннель), связывающий район с Монте-Карло.